# رولاند ستينسكو
رولاند ديديوس ستينسكو (19 أبريل 1990 - 2 يوليو 2022)، هو لاعب كرة قدم من رومانيا.

## وفاته
مات منتحرًا في 2 يوليو 2022، قفز من الطابق الرابع في مبنى سكني.